# Magnolia citrata
Magnolia citrata là một loài thực vật có hoa trong họ Magnoliaceae. Loài này được Noot & Chalermglin mô tả khoa học đầu tiên năm 2007.